# Großsteingrab im großen Sande
Das Großsteingrab Im großen Sande (auch Großsteingrab von Herßum genannt) ist ein neolithisches Ganggrab mit der Sprockhoff-Nr. 867. Es entstand zwischen 3500 und 2800 v. Chr. und ist eine Megalithanlage der Trichterbecherkultur (TBK).

## Lage
Die Anlage liegt etwa 1,4 Kilometer nördlich der Ortschaft Holte-Lastrup in einem Wald westlich von Herßum, das zu Lähden in der Samtgemeinde Herzlake im Landkreis Emsland in Niedersachsen gehört.

## Beschreibung
Die Ost-West ausgerichtete Kammer ist fast vollständig erhalten. Die misst etwa 15 Meter in der Länge und hat in der Mitte eine Breite von 2,0 Meter, die sich zu beiden Enden auf 1,5 Meter verjüngt. Die Kammer hat noch alle zwölf Decksteine. Einige noch vorhandene Steine weisen auf eine ovale Einfassung mit einer Länge von 20 Meter und einer Breite von sieben Metern.
In der Nähe befindet sich das Großsteingrab Lähden I (Sprockhoff-Nr. 866).